# Mehlthaumühle
Mehlthaumühle (früher auch Höllmühle oder Eulenburgermühle genannt) ist ein Gemeindeteil des Marktes Grafengehaig im Landkreis Kulmbach (Oberfranken, Bayern). Mehlthaumühle liegt in der Gemarkung Grafengehaig.

## Geografie
Die Einöde liegt im tief eingeschnittenen Tal des Großen Rehbachs. Ein Anliegerweg führt nach Grafengehaig (0,5 km nordwestlich).

## Geschichte
Gegen Ende des 18. Jahrhunderts bestand Mehlthaumühle aus einem Anwesen. Das Hochgericht übte das Burggericht Guttenberg im begrenzten Umfang aus, es hatte ggf. an das bambergische Centamt Marktschorgast auszuliefern. Die Grundherrschaft über den Hof oblag dem Burggericht Guttenberg.
Mit dem Gemeindeedikt wurde Mehlthaumühle dem 1812 gebildeten Steuerdistrikt Eppenreuth und der im selben Jahr gebildeten Ruralgemeinde Eppenreuth zugewiesen. Am 21. September 1866 wurde Mehlthaumühle an die Gemeinde Grafengehaig überstellt.

### Baudenkmal
- Haus Nr. 1: Ehemalige Mahlmühle

### Einwohnerentwicklung
| Jahr      | 001818 | 001861 | 001871 | 001885 | 001900 | 001925 | 001950 | 001961 | 001970 | 001987 |
| Einwohner |        | 8      | 8      | 10     | 8      | 6      | 5      | 7      | 7      | 2      |
| Häuser    | 1      |        |        | 1      | 1      | 1      | 1      | 2      |        | 2      |
| Quelle    | [ 2 ]  | [ 9 ]  | [ 10 ] | [ 11 ] | [ 12 ] | [ 13 ] | [ 14 ] | [ 15 ] | [ 16 ] | [ 1 ]  |

## Religion
Mehlthaumühle ist seit der Reformation evangelisch-lutherisch geprägt und gehört zur Pfarrei Grafengehaig.